# Pavel Englický
Pavel Englický (* 6. února 1983) je český basketbalista hrající Národní basketbalovou ligu za tým Sokol Sršni Písek na pozici pivota.
Je vysoký 209 cm, váží 98 kg.

## Kariéra
- 2000 - 2004 : BC Sparta Praha
- 2004 - 2007 : ČEZ Basketball Nymburk
- 2007 All star game - vítěz soutěže ve smečování
- 2007 - 2008 : Groningen

## Statistiky
| Sezóna   | Soutěž      | Odehrané minuty | Průměr na zápas | Body | Průměr na zápas |
| -------- | ----------- | --------------- | --------------- | ---- | --------------- |
| 2000/01  | Mattoni NBL | 124.1           | 5.9             | 42   | 2.0             |
| 2001/02  | Mattoni NBL | 213.3           | 7.6             | 107  | 3.8             |
| 2003/04  | Mattoni NBL | 114.5           | 10.4            | 30   | 2.7             |
| 2004/05  | Mattoni NBL | 31.6            | 10.5            | 7    | 2.3             |
| 2005/06  | Mattoni NBL | 368.4           | 16.0            | 182  | 7.9             |
| 2006/07* | Mattoni NBL | 251.3           | 12.6            | 119  | 6.0             |

* rozehraná sezóna - údaje k 20.1.2007